# Quaternität
Vorstellungen einer Quaternität (‚Vierfaltigkeit‘, ‚Vierzahl‘) des Göttlichen oder entsprechender Vielfachen finden sich in unterschiedlichen kulturgeschichtlichen Kontexten. So ist etwa ein Visionsbericht des Black Elk, eines Medizinmanns der Oglala-Lakota-Indianer, vierfältig strukturiert. Die Ezechiel-Vision des Alten Testaments spricht von vier lebendigen Tieren – eine Vorstellung, die, ähnlich wie die vier Tiere zuseiten des göttlichen Throns, die in der Offb 4 beschrieben werden, in jüdisch-christlicher Tradition oftmals als Symbol des Göttlichen rezipiert wird. Im Rigveda ist von vier Teilen des Purusha die Rede; auch in den Upanishaden und anderen indischen Traditionen finden sich Vorstellungen einer Quaternität. Carl Gustav Jung sieht in der Quaternität eine archetypische Struktur auch des Göttlichen. Jung versucht entsprechende Vorstellungen auch in christlichen Traditionen auszumachen. In der christlichen Dogmengeschichte gab es tatsächlich nur Abweisungen von Positionen, die eine Quaternität des Göttlichen zur Folge hätten, indem die Doppelnatur Christi als Mensch und Gott zweifach gezählt würde, wie dies die Päpste Johannes II. 535 und Honorius I. 634 brieflich und die 11. Provinzialsynode von Toledo im Jahre 675 verurteilen, oder indem zusätzlich zu den drei göttlichen Personen Gott Vater, Gott Sohn und Gott Heiliger Geist Gottes Wesen gesondert gezählt würde. Dies verurteilte das Vierte Laterankonzil 1215 (es handelte sich um eine These, die Joachim von Fiore Petrus Lombardus zugeschrieben und angegriffen wurde; das Konzil verteidigte jedoch in dieser Frage die Orthodoxie des Lombarden). Petrus Cellensis formuliert im 12. Jahrhundert, dass, falls eine Quaternität zulässig wäre, dann diese durch Maria vollendet würde.